# Morten Friis Jensen
Morten Friis Jensen (født 6. april 1985) er en dansk tidligere fodboldspiller. Han har bl.a. spillet for Esbjerg fB, FC Fredericia og hollandske FC Emmen.
Morten Friis har spillet to U/17-landskampe, to U/19-landskampe samt seks U/20-landskampe for Danmark. For EfB var Morten kun med i 11 førsteholdskampe, trods titlen som topscorer på andetholdet i 2004, 2005, 2006 og 2007. I 2007-foråret i 1. division scorede Morten hele 11 mål for FC Fredericia.